# Апецка
А́пецка — гора в Украинских Карпатах, на границе Тячевского и Раховского районов Закарпатской области. Расположена к востоку от поселка Дубовое (до вершины примерно 8 км).
Некоторые относит Апецку к горному массиву Свидовец. Однако гора относится к так называемым островных гор, то есть гор, не связанных с одним хребтом или горным массивом. Апецка имеет несколько вершин, самая высокая из которых — 1511 и 1512 м. В плане (вид сверху) гора несколько напоминает гигантскую букву Х с ветвями длиной до 3 км. Название горы происходит от румынского языка и означает «водяная» (румынском apă — вода). На склонах Апецка есть немало источников, которые дают начало потокам — притокам таких рек, как Тересва, Большой Плавуц, Крайняя Рика и другие. До высоты примерно 1400 м гора покрыта хвойными и буковыми лесами. Выше — полонины с черничникой. Недавно на Апецку проложили дорогу, по которой можно добраться на её вершину на легковом автомобилем или мотоцикле. Благодаря этому гора становится все более привлекательным объектом для путешествий в выходные дни. С Апецки в ясную погоду видно гору Говерлу (38 км) и город Хуст (ок. 50 км).